# Michael Conrad
Michael Conrad (ur. 16 października 1925 w Nowym Jorku, zm. 22 listopada 1983 w Los Angeles) – amerykański aktor.
Odtwórca roli weterana policji, sierżanta Philipa „Phila” Freemasona Esterhausa w serialu kryminalnym NBC Posterunek przy Hill Street (1981–1984), za którą w 1981 i 1982 otrzymał nagrodę Emmy.

## Życiorys
Służył w United States Army podczas II wojny światowej. W 1944 wystąpił na Broadwayu w komedii muzycznej Podążaj za dziewczynami. W 1958 trafił na scenę off-broadwayowską w roli sir George’a Croftsa w sztuce George’a Bernarda Shawa Profesja pani Warren. Po debiucie na małym ekranie jako Charles Bowdre w serialu The Philco-Goodyear Television Playhouse (1955), wkrótce zaczął regularnie występować w produkcjach telewizyjnych.
Zmarł 22 listopada 1983 w Los Angeles w Kalifornii na raka cewki moczowej w wieku 58 lat podczas czwartego sezonu Posterunku przy Hill Street. Twórcy serialu opisali jego śmierć w serialu, a obsada złożyła serdeczny hołd swojemu koledze i przyjacielowi.

## Filmografia

### Filmy
- 1954: Demetriusz i gladiatorzy jako Gladiator (niewymieniony w czołówce)
- 1968: Duch Blackbearda jako Pinetop Purvis
- 1969: Obrona zamku jako sierżant DeVaca
- 1969: Czyż nie dobija się koni? jako Rollo
- 1972: Gliniarz jako Louis Costa
- 1974: Najdłuższy jard jako Nate Scarboro
- 1976: Harry i Walter jadą do Nowego Jorku jako Billy Gallagher

### Seriale
- 1959–1960: The Edge of Night jako „Wielki” Frank Dubeck
- 1964: Strzały w Dodge City jako Dick
- 1965: Rawhide jako Jerry Munson
- 1966: Bonanza jako Hank Kelly
- 1966: My Favorite Martian jako A.C.
- 1966: Ścigany jako Hogan
- 1966: Strzały w Dodge City jako Cash McLean / Paul Douglas
- 1968: Zagubieni w kosmosie jako Creech
- 1970: Ironside jako Frank O’Neill
- 1970: Mannix jako Rick
- 1970: Mission: Impossible jako Ralph Davies
- 1971: Ironside jako Tracy
- 1972: Hawaii Five-O jako Kira Johnson
- 1972: All in the Family jako wujek Casimir Stivic
- 1973: Mannix jako Dave Tremble
- 1974: Planeta Małp jako Janor
- 1975: Starsky i Hutch jako wynajęty morderca Cannell
- 1975: The Six Million Dollar Man jako Jimbo
- 1976: Starsky i Hutch jako kapitan Mike Ferguson
- 1977: Domek na prerii jako Broder
- 1977: The Six Million Dollar Man jako Boris Retsky
- 1978: Aniołki Charliego jako Ed Slocum
- 1978: Hawaii Five-O jako Arthur
- 1978: The Waltons jako Matt Sarver
- 1978: Jak zdobywano Dziki Zachód jako Marshal Russell
- 1981: The Incredible Hulk jako Emerson Fletcher
- 1981–1984: Posterunek przy Hill Street jako sierżant Phil Esterhaus